# 星界の報告
『星界の報告』（せいかいのほうこく ラテン語：Sidereus Nuncius）は、イタリアの科学者ガリレオ・ガリレイが1610年3月13日に出版した、最初の書籍。

## 概要
ガリレオ・ガリレイがパドヴァ大学教授在任中に行った最初の業績を出版した書籍の事。翻訳によっては、『星界の使者』とも訳されるが、日本では岩波書店から出版されている『星界の報告』（岩波文庫）が長らく知られているため、そのタイトルのままにしておく。なお21世紀になってから、講談社より同名で新訳が出ている。
出版までのいきさつは、序文に書かれている。それまで行ってきた研究活動の報告という内容であり、一部に誤植が見られる。しかしながら、科学的方法論によって書かれていることと、その文体の美しさからガリレオは詩人とまで評価されている書籍でもある。

## 内容
オランダで発明された望遠鏡の内容を示し、それを元にして望遠鏡を作ったことを図で説明している。その後、その望遠鏡を用いて、月の観察を行ったことやそのスケッチを記載。月の観察によって得られたデータを下にして、月までの距離や月の大きさの推論を行う。そして、オリオン座からプレアデス星団、オリオン大星雲の中にある星のスケッチ、かに座のプレセペ星団などのスケッチを残している。さらに、木星とその周辺を移動する4つの惑星についての観察記録を残している。

## その後
これらの観察記録に基づいて、地動説を提唱することになる。一部には証明できない内容も含まれていたが、フーコーの振り子による実験や光行差の観測をはじめとして、現在では地球潮汐の観測によって、証明された。
なお、慣性の法則や運動の法則なども実験的方法で発見しており、ガリレオ・ガリレイの記述にあるアリストテレス的な世界観の持ち主とは違う。実証を重んじる、現在の科学的方法論を実践した最初の近代的科学者といってもよい。

## 現在
科学哲学書として重要な古典作品であり、400年以上経た今日でも読み継がれており、科学啓蒙書の原点ともいえる。